# Đài Nam (huyện)

Huyện Đài Nam (臺南縣 hoặc 台南縣), thường được gọi tắt là Nam huyện (南縣) là một huyện cũ trong tỉnh Đài Loan của Trung Hoa Dân quốc hiện tại. Tháng 12 năm 2010, huyện Đài Nam và thành phố trực thuộc tỉnh cũng tên Đài Nam đã sáp nhập với nhau và trở thành một thành phố trực thuộc trung ương của Đài Loan.
Huyện này rộng 2.016 km², đứng thứ 9 trong các huyện của Đài Loan về diện tích. Toàn huyện có 1.104.810 nhân khẩu (thời điểm tháng 1/2009) đứng thứ 8 trong các huyện.
Trong huyện có 2 thành phố trực thuộc là Tân Doanh (huyện lỵ) và Vĩnh Khang, cùng 7 trấn và 22 hương.
Có 3 cơ sở giáo dục công lập và 10 cơ sở dân lập bậc đại học đóng trong huyện.